# Radeon
Radeon (/ˈreɪdiɒn/) és una marca de productes informàtics, que inclouen unitats de processament de gràfics, memòria d'accés aleatori, programari de disc RAM i unitats d'estat sòlid, produïda per Radeon Technologies Group, una divisió d'AMD. La marca va ser llançada l'any 2000 per ATI Technologies, que va ser adquirida per AMD el 2006 per 5,4 mil milionsde dòlars 'EUA.

## Gràfics Radeon
Radeon Graphics és el successor de la línia Rage. Es poden distingir aproximadament tres famílies diferents de microarquitectures, la família de canonades fixes, les famílies de models d'ombres unificats de TeraScale i Graphics Core Next. ATI/AMD han desenvolupat diferents tecnologies, com TruForm, HyperMemory, HyperZ, XGP, Eyefinity per a configuracions de diversos monitors, PowerPlay per estalviar energia, CrossFire (per a multi-GPU) o Hybrid Graphics. També es pot trobar una gamma de blocs SIP en determinats models de la línia de productes Radeon: Unified Video Decoder, Video Coding Engine i TrueAudio.

Logotip d'AMD Radeon del 26 de maig de 2016 al 27 d'octubre de 2020

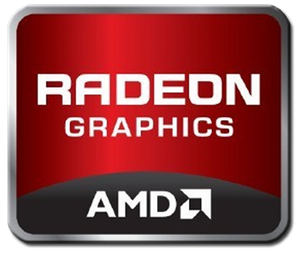
Logotip de Radeon del 2011 al 2013

Anteriorment, la marca només es coneixia com "ATI Radeon" fins a l'agost de 2010, quan va ser rebatejada per augmentar la notorietat de la marca d'AMD a escala global. Els productes fins i tot la sèrie HD 5000 inclouen la marca ATI Radeon, mentre que la sèrie HD 6000 i altres utilitzen la nova marca AMD Radeon.
L'11 de setembre de 2015, el negoci de GPU d'AMD es va dividir en una unitat separada coneguda com a Radeon Technologies Group, amb Raja Koduri com a vicepresident sènior i arquitecte en cap.

## Marques de targetes gràfiques Radeon
AMD no distribueix targetes Radeon directament als consumidors (tot i que es poden trobar algunes excepcions). En canvi, ven GPU Radeon a fabricants de tercers, que construeixen i venen targetes de vídeo basades en Radeon als canals OEM i minoristes. Els fabricants de les targetes Radeon, algunes de les quals també fabriquen plaques base, inclouen ASRock, Asus, Biostar, Club 3D, Diamond, Force3D, Gainward, Gigabyte, HIS, MSI, PowerColor, Sapphire, VisionTek i XFX.
| 2000 | Radeon R100      |
| 2001 | Radeon R200      |
| 2002 | Radeon R300      |
| 2003 |                  |
| 2004 | Radeon R400      |
| 2005 | Radeon R500      |
| 2006 |                  |
| 2007 |                  |
| 2008 | Radeon R700      |
| 2009 | Evergreen        |
| 2010 | Northern Islands |
| 2011 |                  |
| 2012 | Southern Islands |
| 2013 | Sea Islands      |
| 2014 |                  |
| 2015 | Volcanic Islands |
| 2016 | Arctic Islands   |
| 2017 | Vega             |
| 2018 |                  |
| 2019 | Navi             |
| 2020 | Navi 2X          |
| 2021 |                  |
| 2022 | Navi 3X          |

## Generacions de processadors gràfics
Les primeres generacions es van identificar amb un nombre i un prefix alfabètic major/menor. Les generacions posteriors van rebre noms en clau. Les arquitectures noves o molt redissenyades tenen un prefix de R (per exemple, R300 o R600), mentre que les petites modificacions s'indiquen amb el prefix RV (per exemple, RV370 o RV635 ).
La primera arquitectura derivada, RV200, no seguia l'esquema utilitzat per parts posteriors.

## Graphics device drivers
El programari Radeon s'està desenvolupant per a Microsoft Windows i Linux. A January 2019, altres sistemes operatius no són compatibles oficialment. Això pot ser diferent per a la marca AMD FirePro, que es basa en un maquinari idèntic, però inclou controladors de dispositius gràfics certificats per OpenGL.

AMD Catalyst es basava en un blob binari propietari.

Anteriorment, ATI oferia actualitzacions de controladors per a les seves targetes de vídeo i chipsets Macintosh minoristes i integrats. ATI va aturar el suport per a Mac OS 9 després de les targetes Radeon R200, convertint l'última targeta oficialment compatible amb la Radeon 9250. Les targetes Radeon R100 fins a la Radeon 7200 encara es poden utilitzar amb versions clàssiques de Mac OS encara més antigues com System 7, tot i que no totes les característiques són aprofitades pel sistema operatiu anterior.

Catalyst i Mesa 3D utilitzen el controlador de mode de nucli unificat (DRM /KMS). es va integrar principalment al nucli Linux 3.19.